# Catus
Catus é uma comuna francesa na região administrativa de Occitânia, no departamento de Lot. Estende-se por uma área de 21,32 km². Em 2010 a comuna tinha 885 habitantes (densidade: 41,5 hab./km²).